# Austroasca
Austroasca — рід цикадок із ряду клопів.

## Опис
Цикадки довжиною близько 3—4 мм. Стрункі, зеленоокрашенні. Всі апікальні жилки надкрил відходять від дистальної частини медіального осередку. На території колишнього СРСР мешкали 5 видів.

## Систематика
У складі роду:
- Austroasca pontica Kirejtshuk, 1979
- Austroasca vittata (Lethierry, 1884) — від Європи до Японії та В'єтнаму